# Carmelo Urbano
Pour les articles homonymes, voir Urbano.
Urbano  Fontiveros est un nom espagnol. Le premier nom de famille, en général paternel, est Urbano ; le second, en général maternel, souvent omis, est Fontiveros.
Carmelo Urbano Fontiveros, né le 3 février 1997 à Coín en Andalousie, est un coureur cycliste espagnol.

## Biographie
Avant 2016, Carmelo Urbano se consacre aux compétitions de triathlon, de cross duathlon et de VTT. Il ne commence le cyclisme sur route qu'en 2017 en rejoignant le club Bicicletas Rodríguez-Extremadura. 
Lors de la saison 2018, il se révèle en prenant la deuxième place du championnat d'Espagne espoirs, à Castellón de la Plana. Après cette performance, il connait sa première sélection en équipe nationale pour disputer les championnats d'Europe espoirs.
En 2019, il intègre la réserve de l'équipe Caja Rural-Seguros RGA. Au mois de mai, il se distingue en remportant le Tour de la Bidassoa, course par étapes prestigieuse pour les grimpeurs espoirs en Espagne. Il enchaîne ensuite avec le Tour de Navarre, où il s'impose sur la quatrième étape, en réglant au sprint ses trois compagnons d'échappée. Le 29 juin, il devient champion d'Espagne sur route espoirs. En septembre, il gagne une étape du Tour de Cantabrie, qu'il termine à la sixième place. Vers la fin du mois, il est sélectionné pour participer au championnat du monde espoirs au Yorkshire,. 
Urbano rejoint l'équipe professionnelle de Caja Rural-Seguros RGA en 2020. Pour sa première saison, il participe notamment à des échappées au Tour d'Andalousie et au Mont Ventoux Dénivelé Challenges. En fin d'année, il subit une opération à l'appendicite,.
Non conservé par ses dirigeants à la fin de la saison 2021, Carmelo Urbano rejoint le Grupo Deportivo Supermercados Froiz en 2022. Il est un chef de file de cette équipe amateure pour les courses à étapes.

## Palmarès
- 2017
  - Subida al Alto de la Bolina
- 2018
  - Champion d'Andalousie sur route espoirs[15]
  - Cronoescalada Sercopan de Cartama
  - Subida a la Fuente de la Reina
  - 2e du championnat d'Espagne sur route espoirs
- 2019
  -  Champion d'Espagne sur route espoirs
  - Classement général du Tour de la Bidassoa
  - 3e étape du Tour de Navarre
  - Berango Klasika
  - Subida al Mirador de Vallejos
  - 3e étape du Tour de Cantabrie
  - 3e de l'Ereñoko Udala Sari Nagusia
- 2022
  - Subida a la Reina Triaworld

## Classements mondiaux
| Année                                 | 2018  | 2019  |
| ------------------------------------- | ----- | ----- |
| Classement mondial                    | 1593e | 1210e |
| UCI Europe Tour                       | 1022e | 844e  |
|                                       |       |       |
| Légende : nc = non classéSource : UCI |       |       |